# ММР-08
ММР-08 — советская жидкостная малая одноступенчатая метеорологическая ракета, созданная в 1958 г. на базе ракеты боевого применения 3Р7 «Коршун» с высотой подъема до 80 км.

## История создания
Разработана в ОКБ-3 Госкомитета по оборонной технике. Главный конструктор Севрук Доминик Доминикович. Прототипом послужила тактическая ракета земля-земля 3Р7 комплекса «Коршун».
Комплекс был введен в эксплуатацию в 1958 году — на станциях ракетного зондирования: обсерватории имени Кренкеля на острове Хейса (Земля Франца-Иосифа) и на Новой Земле. Тем самым заметно расширился вклад СССР в выполнение научных программ Международного Геофизического Года и Международного Года спокойного Солнца. В 1959 году этими комплексами были оснащены научно-исследовательские суда Гидрометслужбы «Воейков» и «Шокальский».
Производство метеоракет ММР-08 с двигателями, работающими на жидких компонентах топлива, осуществлялось на заводе № 74 Удмуртского совнархоза (ныне «Ижмаш» в Ижевске) с 1958 года.

## Описание
В отличие от всех других серийных неуправляемых ракет сухопутных войск 3Р7 имела не РДТТ, а однокамерный ЖРД С3.25Б тягой около 6 тс. В качестве горючего был использован керосин, а окислителя — азотная кислота. Стабилизация ракеты производилась за счет четырёх крыльевых стабилизаторов и вращения ракеты (для компенсации эксцентриситета двигателя).
Проектирование ракеты 3Р7 было начато в 1952 году в НИИ-88 (поселок Подлипки под Москвой).
В серийное производство система «Коршун» поступила в 1957 году. В том же году состоялся и первый показ системы во время парада 7 ноября на Красной площади. Ракета имела неудовлетворительную кучность, и после изготовления небольшой партии производство её было прекращено.
Конструктивные данные ракеты 3Р7
| Калибр ракеты                      | 250 мм   |
| Длина ракеты                       | 5535 мм  |
| Вес боевой части                   | 100 кг   |
| Вес топлива                        | 162 кг   |
| Вес ракеты стартовый               | 375 кг   |
| Дальность стрельбы максимальная    | 55 км    |
| Время работы двигателя             | 7,8 с    |
| Длина активного участка траектории | 3,8 км   |
| Скорость максимальная              | 1002 м/с |

Изображения на сайте:
- Комплекс 2К5 «Коршун», ракета 3Р7. military.tomsk.ru

Однако в дальнейшем она была использована в качестве метеорологических ракет ММР-05 и ММР-08.
Запуск осуществлялся с пусковой установки со спиральными направляющими.
Конструктивные данные ракеты ММР-08
| Длина ракеты                     | 8020 мм |
| Масса полезной нагрузки          | 60 кг   |
| Масса ракеты стартовая           | 485 кг  |
| Высота подъёма максимальная      | 80 км   |
| Год создания                     | 1959 г  |
| Количество пусков в 1959-1965 гг | 542     |

Состав бортовой аппаратуры этой ракеты был аналогичен составу бортовой аппаратуры ракеты МР-1 и отличался тем, что в неё был включен радиолокационный ответчик. На основе наземной аэрологической радиолокационной станции «Метеор» был создан мобильный и надежный радиоканал слежения за траекторией движения головной части ракеты (ведущий инженер разработки радиолокатора Б. Г. Рождественский, ведущий инженер разработки радиолокационного ответчика М. В. Кречмер).

## Пуски
По данным одних источников во время Международного Геофизического Года (1957—1958 гг.) из 88 метеорологических ракет, выпущенных в различных районах СССР, 35 запущены в высоких широтах.
По другим данным с острова Хейса в 1957 году было запущено 3 ракеты, в 1958 — 36 и в 1959 — 18.
В пятидесятые годы в высоких широтах запускались только ММР-05 и ММР-08.